# Sphyrospermum cordifolium
Sphyrospermum cordifolium är en ljungväxtart som beskrevs av George Bentham. Sphyrospermum cordifolium ingår i släktet Sphyrospermum och familjen ljungväxter. Inga underarter finns listade i Catalogue of Life.